# High Voltage
Ne pas confondre avec la version australienne.
Albums de AC/DC
T.N.T.
(1975) Dirty Deeds Done Dirt Cheap
(1976)
Singles
1. High Voltage
2. It's a Long Way to the Top (If You Wanna Rock 'n' Roll)

High Voltage est le premier album du groupe de hard rock australien AC/DC sorti internationalement. Il est sorti le 14 mai 1976 sur le label Atlantic Records et a été produit par Harry Vanda et George Young.

## Historique
Cet album est composé de chansons des deux albums précédents sortis uniquement en Australie : deux chansons viennent de High Voltage et sept chansons viennent de T.N.T. (tous les deux sortis en 1975).
Cet album était paru dans un premier temps uniquement en France.
Il a été remastérisé en 2003 contrairement à la version australienne.
Les chansons It's a Long Way to the Top (If You Wanna Rock 'n' Roll) et High Voltage ont été écourtées par rapport aux versions trouvées sur T.N.T.; leurs versions originales sont sorties en 2009 sur l'édition collector du coffret Backtracks.
Il se classa à la 146e place du Billboard 200 aux États-Unis en 1982. En France, il se classa à la 7e place des meilleures ventes d'album en 2003.

## Liste des titres
Toutes les chansons ont été écrites par Angus Young, Malcolm Young, et Bon Scott sauf mention contraire.
Face 1
| No | Titre                                                   | Durée |
| -- | ------------------------------------------------------- | ----- |
| 1. | It's a Long Way to the Top (If You Wanna Rock 'n' Roll) | 5:01  |
| 2. | Rock 'n' Roll Singer                                    | 5:04  |
| 3. | The Jack                                                | 5:53  |
| 4. | Live Wire                                               | 5:50  |

Face 2
| No | Titre                      | Auteur                 | Durée |
| -- | -------------------------- | ---------------------- | ----- |
| 5. | T.N.T.                     |                        | 3:35  |
| 6. | Can I Sit Next to You Girl | Angus et Malcolm Young | 4:12  |
| 7. | Little Lover               |                        | 5:39  |
| 8. | She's Got Balls            |                        | 4:51  |
| 9. | High Voltage               |                        | 4:14  |

Les pistes 7 et 8 viennent de la version australienne de High Voltage et le reste vient de T.N.T.

## Charts & certifications

### Album
Charts
| Pays                                  | Durée du classement | Meilleur classement | Date            |
| ------------------------------------- | ------------------- | ------------------- | --------------- |
| Allemagne (GfK Entertainment)         | 3 semaines          | 12e                 | 22 mars 2024    |
| Australie (ARIA Charts)               | 1 semaine           | 31e                 | 15 juin 2008    |
| Autriche (Ö3 Austria Top 40)          | 1 semaine           | 20e                 | 26 mars 2024    |
| Écosse (Scottish Album Chart)         | 1 semaine           | 24e                 | 22 mars 2024    |
| Espagne (Promusicae )                 | 1 semaine           | 90e                 | 26 octobre 2008 |
| États-Unis (Billboard 200)            | 19 semaines         | 146e                | 27 février 1982 |
| France (SNEP)                         | 15 semaines         | 7e                  | 14 mars 2003    |
| Italie (FIMI)                         | 1 semaine           | 91e                 | 21 mars 2024    |
| Royaume-Uni (UK Rock and Metal Chart) | 18 semaines         | 10e                 | 23 mars 2024    |
| Suède (Sverigetopplistan)             | 1 semaine           | 58e                 | 24 juillet 2015 |
| Suisse (Schweizer Hitparade)          | 2 semaines          | 18e                 | 24 mars 2024    |

Certifications
| Pays                 | Certification | Ventes      | Date            |
| -------------------- | ------------- | ----------- | --------------- |
| Allemagne (BVMI)     | Platine       | 500 000 +   | 1995            |
| Australie (ARIA)     | 5 × Platine   | 350 000 +   | 30 janvier 2013 |
| États-Unis (RIAA)    | 3 × Platine   | 3 000 000 + | 25 mai 2005     |
| France (SNEP)        | Or            | 100 000 +   | 5 novembre 1980 |
| Italie (FIMI)        | Or            | 30 000 +    | 2015            |
| Royaume-Uni (BPI)    | Or            | 100 000 +   | 22 juillet 2013 |
| Suisse (IFPI Suisse) | Platine       | 50 000 +    | 1996            |

### Charts singles
| Single                                                | Chart              | Durée du classement | Position | Date              | certification |
| ----------------------------------------------------- | ------------------ | ------------------- | -------- | ----------------- | ------------- |
| High Voltage                                          | (David Kent)       | 7 semaines          | 10e      | 22 septembre 1975 | —             |
| High Voltage                                          | (UK Singles Chart) | 3 semaines          | 48e      | 29 juin 1980      | —             |
| It's a Long Way To the Top (If You Wanna Rock'n'Roll) | (David Kent)       | 8 semaines          | 9e       | 16 février 1976   | Argent        |
| It's a Long Way To the Top (If You Wanna Rock'n'Roll) | (UK Singles Chart) | 3 semaines          | 55e      | 22 juin 1980      | Argent        |

## Musiciens & production
| Musiciens - Bon Scott: chant, cornemuse sur It's a Long Way to the Top (If You Wanna Rock 'n' Roll) - Angus Young: guitare solo - Malcolm Young: guitare rythmique, chœurs - Mark Evans: basse (titres 1 à 6) - Phil Rudd: batterie (titres 1 à 6) - George Young: basse (titres 7 à 9) - Tony Currenti: batterie (titres 7 à 9) | Production - Producteurs : Harry Vanda et George Young de Albert Productions - Studio d'enregistrements : Albert Studios, Sydney (Australie) - Photographie de la pochette de la version internationale : Michael Putland |